# Cryptodus cycnorum
Cryptodus cycnorum är en skalbaggsart som beskrevs av Leon Fairmaire 1877. Cryptodus cycnorum ingår i släktet Cryptodus och familjen Dynastidae. Inga underarter finns listade i Catalogue of Life.